# Обыкновенная дафния
Обыкновенная дафния (лат. Daphnia pulex) — вид ракообразных семейства дафнид. Первое ракообразное животное, чей геном был расшифрован.

## Описание
Тело овальной формы, зеленоватого, желтоватого или красноватого цвета и часто мало прозрачное. Самки длиной от 3 до 4 мм, самцы — от 1 до 1,5 мм. Для самцов характерны длинные первые антенны и выделяющиеся крючки на первой паре ног. В голове имеется один крупный фасеточный глаз, состоящий из 22 отдельных фасеток (омматидиев).

## Распространение
Обыкновенная дафния распространена в Европе, Америке и Австралии. Вид обитает в небольших прудах, а также в прибрежной зоне больших водоёмов. Часто встречается в больших скоплениях.